# Consonante velare
In fonetica articolatoria, una consonante velare  è una consonante, classificata secondo il proprio luogo di articolazione. Essa viene articolata accostando il dorso della lingua al velo del palato, in modo che l'aria, costretta dall'ostacolo, produca un suono nella sua fuoriuscita.

## Lista delle consonanti velari
A seconda del loro modo di articolazione, si distinguono consonanti occlusive, nasali, fricative, laterali e approssimanti. Si noti che sono impossibili, in tale punto, articolazioni vibranti e monovibranti.
L'alfabeto fonetico internazionale elenca le seguenti consonanti velari:
- [k] Occlusiva velare sorda
- [ɡ] Occlusiva velare sonora
- [ŋ] Nasale velare
- [ŋ̊] Nasale velare sorda
- [x] Fricativa velare sorda
- [ɣ] Fricativa velare sonora
- [ɫ] Approssimante laterale velare
- [ʟ] Laterale velare
- [ʟ̝̊] Laterale fricativa velare sorda (non in IPA)
- [ɰ] Approssimante velare
- [ɡɣ] Affricata velare sonora
- [kx] Affricata velare sorda

Altri simboli:
- [ʍ] Fricativa labiovelare sorda
- [w] Approssimante labiovelare
- [k͡p] Occlusiva labiale velare sorda
- [ɡ͡b] Occlusiva labiale velare sonora
- [ŋ͡m] Nasale labiovelare
- [ɡ̆] Monovibrante velare sonora
- [ɧ] Fricativa dorsopalatale velare sorda
- [ɠ] Implosiva velare sonora
- [ɠ̊] Implosiva velare sorda
- [k’] Eiettiva velare
- [kxʼ’] Eiettiva velare affricata
- [kʟ̝̊ʼ] Eiettiva laterale velare affricata
- [xʼ] Eiettiva velare fricativa